# SBF Liber Annuus
Liber Annuus – rocznik wydawany przez Franciszkańskie Studium Biblijne w Jerozolimie (Izrael). Na każdy z woluminów składają się artykuły dotyczące zagadnień z takich dziedzin jak biblistyka, lingwistyka czy archeologia Bliskiego Wschodu. Na kartach tego 500-stronnicowego periodyku franciszkańscy archeolodzy prezentują wstępne relacje z prowadzonych przez siebie kampanii archeologicznych na terenie Izraela, Jordanii i Syrii. Pierwszy numer ukazał się w 1951 roku. Jednym z jego założycieli był znany archeolog włoski, franciszkanin o. Bellarmino Bagatti ofm.